# マテウス・フランサ・シウヴァ
マテウジーニョ（Matheuzinho）ことマテウス・フランサ・シウヴァ（ポルトガル語: Matheus França Silva、2000年9月8日 - ）は、ブラジルのサッカー選手。ポジションはDF。

## クラブ歴
ロンドリーナに生まれ、地元のロンドリーナECでサッカーを始めた。2018年1月25日にカンピオナート・パラナエンセで選手初出場を記録した。
2019年1月に、CRフラメンゴが18万ユーロで所有権の50%を買い取り、同クラブに移籍した。移籍後初出場は翌年1月18日のカンピオナート・カリオカであった。2022年6月2日に2026年末迄契約を延長した。また同年にはFIFAクラブワールドカップ2022に参加した。